# Romantic Warriors
Romantic Warriors är Modern Talkings femte album släppt 1987. Bland de mest kända låtarna förekommer Jet Airliner.

## Låtar
1. "Jet Airliner" — 4:23
2. "Like A Hero" — 3:47
3. "Don't Worry" — 3:35
4. "Blinded By Your Love" — 4:00
5. "Romantic Warriors" — 3:59
6. "Arabian Gold" — 3:42
7. "We Still Have Dreams" — 3:07
8. "Operator Gimme 609" — 3:41
9. "You And Me" — 4:01
10. "Charlene" — 3:50